# Jean-Jacques Tachdjian
 (septembre 2018).
Si vous disposez d'ouvrages ou d'articles de référence ou si vous connaissez des sites web de qualité traitant du thème abordé ici, merci de compléter l'article en donnant les références utiles à sa vérifiabilité et en les liant à la section « Notes et références ».
Jean-Jacques Tachdjian, né à Lille le 26 septembre 1957, est un artiste, éditeur, graphiste, typographe et auteur de bande dessinée français.

## Biographie
Né d'un père arménien et d'une mère métisse, Jean-Jacques Tachdjian est d'abord bassiste dans son groupe punk Watchmainz. Autodidacte, il lance Sortez la Chienne en 1986 sous le pseudonyme El Rotringo. Ce graphzine de grand format (30 × 40 cm) paraîtra jusqu'en 1992. On y lisait Henriette Valium, Rémi, Charlie Schlingo, Bertrand Lecointre, Jean-Christophe Menu, Muzo, Mezzo, Pierre la Police, Patrice Killoffer, Rémi Malingrëy, Jean-François Caritte, Cardon, Frédéric Poincelet, Paquito Bolino, Y5/P5 ou encore Stéphane Blanquet. Depuis, il anime seul la maison d'édition indépendante La Chienne fondée à Lille en 1986 avec un ami.  
Installé à Lille, inspiré par le mouvement punk et la bande dessinée underground californienne, il a réalisé des typographies aux noms fantaisistes (Capillaire, Cassoc, Cérébrale, Chiraquia, Délatio, Draculine, Illisible…), rassemblées dans la collection « Radiateur®fontes ». Quelques-unes ont été employées par d'autres éditeurs, mais la plupart, sans être formellement libres de droits, sont de fait largement utilisées par des amateurs les ayant obtenues gracieusement[réf. nécessaire]. Pendant plus de 25 ans, il a créé une police pour quasiment chacun de ses projets personnels ou autres. Ses spécimens ont été maintes fois exposés et la communauté des créateurs typographiques (Atypi, Association typographique international, Les Rencontres de Lure, etc.) reconnait tant son talent foisonnant que la qualité technique de ses polices[réf. nécessaire] (certaines pouvant être qualifiées « de labeur », ou « de texte courant », destinées à la composition de textes longs, de livres, etc. ; ainsi, pour le catalogue d'une exposition consacrée à Ladislas Kijno, entièrement composé en police Kijno, conçue pour cet ouvrage). Avec une certaine autodérision, il a créé, en avril 2016, la police SpaceFreak, afin de composer la phrase « Une police pour les vieux machins issus d'une génération de têtes chercheuses qui n'ont trouvé qu'un océan de bêtises mais continuent quand même ».
Il a collaboré à des titres de presse (Bloc-Notes, éditions Pyramyd, Création Numérique, puis Créanum, dont il créa le logotype de couverture) et à des projets d'édition, dont les siens propres, des albums auto-édités (Couverture nos 1, 2, 3, 4 et 5) – rassemblant les créations d'affichistes proches de son esthétique, et d'autres, rétrospectifs, présentant ses créations (affiches, typographies) –, assortis ou non de textes (de lui-même ou de contributeurs extérieurs). Ils sont généralement de grand format et volumineux (224 p. A4 pour Manographie, sept. 2015).
Il a parfois accepté des commandes publiques, comme celle de la ville de Paris pour l'affiche Célébrer la Ville (affichages Decaux à Paris, janvier 2016). Il a été exposé en France (notamment dans la région du Nord ou à Paris) et il est représenté par une galerie californienne Overtones à Los Angeles pour l'Amérique du Nord[réf. nécessaire].